# Биотин
Биотин је присутан у свакодневном животу ћелије, синтези масних киселина и амино киселина. Има битну улогу у Кребсовом циклусу, у којем се ствара енергија преко потребна ћелији. Биотин је такође битан у одржавању коректног нивоа шећера у крви. Особе са дијабетесом често имају веома низак ниво биотина. Истраживања су и даље у току, али до сада је утврђено да је биотин укључен у синтезу инсулина. Препоручује се за ојачавање косе и ноктију. Може се наћи као саставни део многих козметичких производа, нарочито оних намењених за косу и кожу.